# Lliga d'Escriptors Esquerrans
La Lliga d'Escriptors Esquerrans (xinès tradicional: 中國左翼作家聯盟, pinyin: Zhōngguó Zuǒyì Zuòjiā Liánméng), abreujat habitualment com a Zuolian (xinès tradicional: 左聯, pinyin: Zuǒlián), va ser una organització d'escriptors formada a Xangai el 2 de març del 1930, a instàncies del Partit Comunista Xinés i per la influència del famós autor Lu Xun.
A causa de les destacades opinions polítiques de la Lliga, l'entitat fou prohibida pel govern del Kuomintang. El 7 de febrer de 1931, el govern va executar cinc membres de l'associació: Li Weisen, Hu Yepin, Rou Shi, Yin Fu i Feng Keng, que són coneguts com els Cinc Màrtirs.

## Història
Després de la ruptura del Primer Front Unit i la Massacre de Xangai el 1927, el Guomindang inicia una política de repressió contra els intel·lectuals, particularment els d'esquerres, que intentaran unir-se com a resposta.
La Lliga va ser fundada el 2 de març de 1930 per una quarantena d'escriptors, probablement a iniciativa del Partit Comunista, sobretot a través del dramaturg Xia Yan. Des del principi, va reunir més de cinquanta membres, on s'hi trobaven Lu Xun, Mao Dun, Tian Han, Feng Xuefeng i Jiang Quangci. Els escriptors Yu Dafu i Ding Ling van ser membres de la Lliga dels escriptors esquerrans, així com Qu Qiubai. Altres membres destacats van ser Ding Ling, Hu Feng i Mei Zhi.
Fou la principal organització cultural creada a finals del 1929 i principis del 1930, amb l'objectiu de reunir intel·lectuals simpatitzants al voltant del partit, amb l'escriptor Lu Xun com a figura principal. El propòsit de la Lliga era promoure el realisme socialista en suport de la Revolució Comunista, i finalment va esdevenir un moviment molt influent en els cercles culturals xinesos, ja que s'hi crearien altres lligues d'esquerra reagrupant a la gent del món de la ciència, el periodisme, o la Lliga de Dramaturgs Esquerrans. Tot i els èxits, Lu Xun que va pronunciar el discurs d'obertura a la reunió organitzativa, es va desil·lusionar inicialment en percebre que el moviment tindria poca influència.
A l'entitat també s'hi trobaven líders de la Societat del Sol i la Societat de la Creació, així com Zhou Yang, que es va convertir en la figura literària favorita de Mao Zedong, i a partir del 1949, en un ferm defensor de l'ortodòxia política comunista. La Lliga va articular teories sobre el paper polític de la literatura que serveixen d'antecedent a les influents Converses de Yan'an sobre literatura i art, i es va dedicar a la realització de debats amb la Societat de la Mitja Lluna, entitat literària apolítica.
Trobem a la lliga antics opositors a Lu Xun, d'una banda, i membres del Partit Comunista, en particular l'ideòleg Zhou Yang, de l'altra Tenia branques a diferents ciutats, sent la de Beijing la més nombrosa, i destacant-ne la de Tòquio, ja que tingué membres en l'estranger.
La Lliga d'Escriptors Esquerrans va defensar l'adopció un punt de vista proletari en la literatura, però les seues publicacions se centraren en punts doctrinals, sense produir textos de valor literari real. En esta vessant, el resultat és similar al del seu equivalent soviètic, l'Associació Russa d'Escriptors Proletaris. Entre les fites aconseguides per l'associació, trobem el naixement del reportatge com a gènere literari a la Xina, ja que va ser a dins de la Lliga on s'hi va vore l'oportunitat de posar d'acord la teoria i la pràctica.
Una successió de polèmiques ideològiques marca l'existència de l'associació. L'última d'elles, el 1936, enfronta Zhou Yang contra Lu Xun. Zhou, recolzat per l'escriptor Guo Moruo, és partidari d'una literatura de defensa nacional, destinada a convertir-se en el tema central de les obres de tots els escriptors i de la preeminència de la política del Partit Comunista sobre la creació artística. Lu Xun, al contrari, defensa la llibertat creativa dels escriptors i denuncia la política de reconciliació amb el Guomindang defensada pel partit, pel perill de dretanització. Indignat pels mètodes utilitzats per Zhou Yang i els seus partidaris, on s'incloïa la denúncia calumniosa, Lu Xun va acabar denunciant públicament el sectarisme i l'autoritarisme d'alguns membres del partit dins la lliga. Va rebre el suport de Mao Dun i Feng Xuefeng, qui va fer aparèixer una severa crítica a les posicions de Zhou Yang.
La Lliga d'Escriptors d'Esquerra s'autodissol el 1936, el mateix any en què va morir Lu Xun. El motiu va ser principalment per animar als autors a unir-se més enllà de les fronteres polítiques i per a fer front a la invasió japonesa durant la Segona Guerra Sinojaponesa.

## Cinc Màrtirs

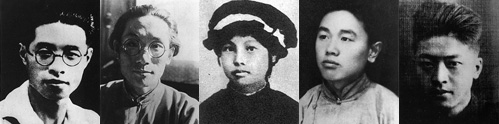
Els Cinc Màrtirs. D'esquerra a dreta: Hu Yepin, Rou Shi, Feng Keng, Yin Fu, Li Weisen (Li Qiushi)

Els cinc màrtirs van ser cinc escriptors xinesos associats a la Lliga d'Escriptors Esquerrans, Li Weisen, Hu Yepin, Rou Shi, Yin Fu i Feng Keng, executats el 7 de febrer de 1931 pel Guomindang en el període de terror blanc que va seguir la massacre de Xangai el 1927. Altres dihuit comunistes van ser executats el mateix dia, incloent-hi una dona embarassada, sent coneguts com els Vint-i-Quatre Màrtirs de Longhua, centre de detenció a Xangai on foren executats tots ells.
Hom suggereix que els cinc poden haver estat traïts per altres al si del Partit Comunista, potser com a resultat d'una lluita de poder.